# Cristiana Emília de Schwarzburg-Sondershausen
Cristiana Emília de Schwarzburg-Sondershausen (en alemany Christiane Emilie Antonie von Schwarzburg-Sondershausen) va néixer a Sondershausen (Alemanya) el 9 d'abril de 1681 i va morir a Mirow l'1 de novembre de 1751. Era filla de Cristià Guillem (1645-1721) i d'Antònia Sibil·la de Barby-Muhlingen (1641-1684).

## Matrimoni i fills
El 7 de juny de 1705 es va casar a Strelitz amb el duc Adolf Frederic II de Mecklenburg-Strelitz (1658-1708), fill d'Adolf Frederic I (1588-1658) i de Caterina de Brunsvic-Dannenberg (1616-1665). El matrimoni va tenir dos fills: 
- Sofia (1706-1708)
- Carles Lluís (1708-1752), casat amb la princesa Elisabet Albertina de Saxònia-Hildburghausen (1713-1761).